# Saint-Pierre-du-Bosguérard
Saint-Pierre-du-Bosguérard est une commune française située dans le département de l'Eure, en région Normandie.

## Géographie
La commune de Saint-Pierre-du-Bosguérard est située dans le département de l'Eure, au sud de la région naturelle du Roumois.

### Hydrographie
La commune est située dans le bassin Seine-Normandie. Elle est drainée par le fossé 03 de la commune de Bosguerard-de-Marcouville,.
Deux plans d'eau complètent le réseau hydrographique : la mare du Fitz (0,07 ha) et l'étang Marcel Becquet (0,3 ha),.

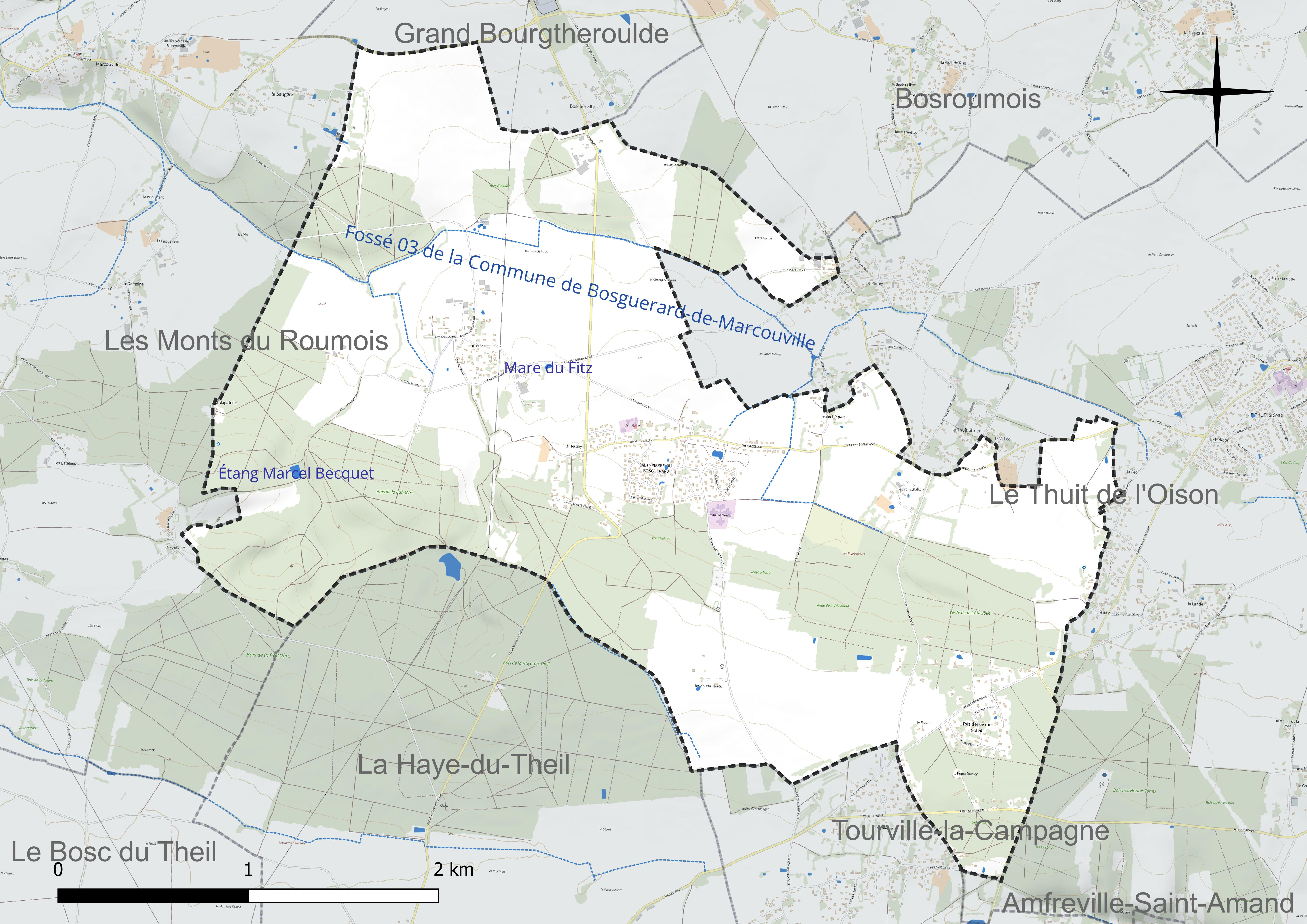
Réseau hydrographique de Saint-Pierre-du-Bosguérard.

### Climat
Pour des articles plus généraux, voir Climat de la Normandie et Climat de l'Eure.
En 2010, le climat de la commune est de type climat océanique dégradé des plaines du Centre et du Nord, selon une étude du CNRS s'appuyant sur une série de données couvrant la période 1971-2000. En 2020, Météo-France publie une typologie des climats de la France métropolitaine dans laquelle la commune est exposée à un climat océanique et est dans la région climatique  Côtes de la Manche orientale, caractérisée par un faible ensoleillement (1 550 h/an) ; forte humidité de l’air (plus de 20 h/jour avec humidité relative > 80 % en hiver), vents forts fréquents. Parallèlement le GIEC normand, un groupe régional d’experts sur le climat, différencie quant à lui, dans une étude de 2020, trois grands types de climats pour la région Normandie, nuancés à une échelle plus fine par les facteurs géographiques locaux. La commune est, selon ce zonage, exposée à un « climat contrasté des collines », correspondant au Pays d’Auge, Lieuvin et Roumois, moins directement soumis aux flux océaniques et connaissant toutefois des précipitations assez marquées en raison des reliefs collinaires qui favorisent leur formation.
Pour la période 1971-2000, la température annuelle moyenne est de 10,4 °C, avec  une amplitude thermique annuelle de 14,2 °C. Le cumul annuel moyen de précipitations est de 761 mm, avec 12,2 jours de précipitations en janvier et 8,1 jours en juillet. Pour la période 1991-2020, la température moyenne annuelle observée sur la station météorologique la plus proche, située sur la commune de Brionne à 14 km à vol d'oiseau, est de 11,5 °C et le cumul annuel moyen de précipitations est de 791,7 mm,. Pour l'avenir, les paramètres climatiques de la commune estimés pour 2050 selon différents scénarios d’émission de gaz à effet de serre sont consultables sur un site dédié publié par Météo-France en novembre 2022.

## Urbanisme

### Typologie
Au 1er janvier 2024, Saint-Pierre-du-Bosguérard est catégorisée bourg rural, selon la nouvelle grille communale de densité à 7 niveaux définie par l'Insee en 2022.
Elle est située hors unité urbaine. Par ailleurs la commune fait partie de l'aire d'attraction de Rouen, dont elle est une commune de la couronne,. Cette aire, qui regroupe 317 communes, est catégorisée dans les aires de 200 000 à moins de 700 000 habitants,.

### Occupation des sols
L'occupation des sols de la commune, telle qu'elle ressort de la base de données européenne d’occupation biophysique des sols Corine Land Cover (CLC), est marquée par l'importance des territoires agricoles (57,8 % en 2018), en diminution par rapport à 1990 (63,6 %). La répartition détaillée en 2018 est la suivante : 
terres arables (38,5 %), forêts (35,6 %), prairies (10,4 %), zones agricoles hétérogènes (9 %), zones urbanisées (6,5 %). L'évolution de l’occupation des sols de la commune et de ses infrastructures peut être observée sur les différentes représentations cartographiques du territoire : la carte de Cassini (XVIIIe siècle), la carte d'état-major (1820-1866) et les cartes ou photos aériennes de l'IGN pour la période actuelle (1950 à aujourd'hui).

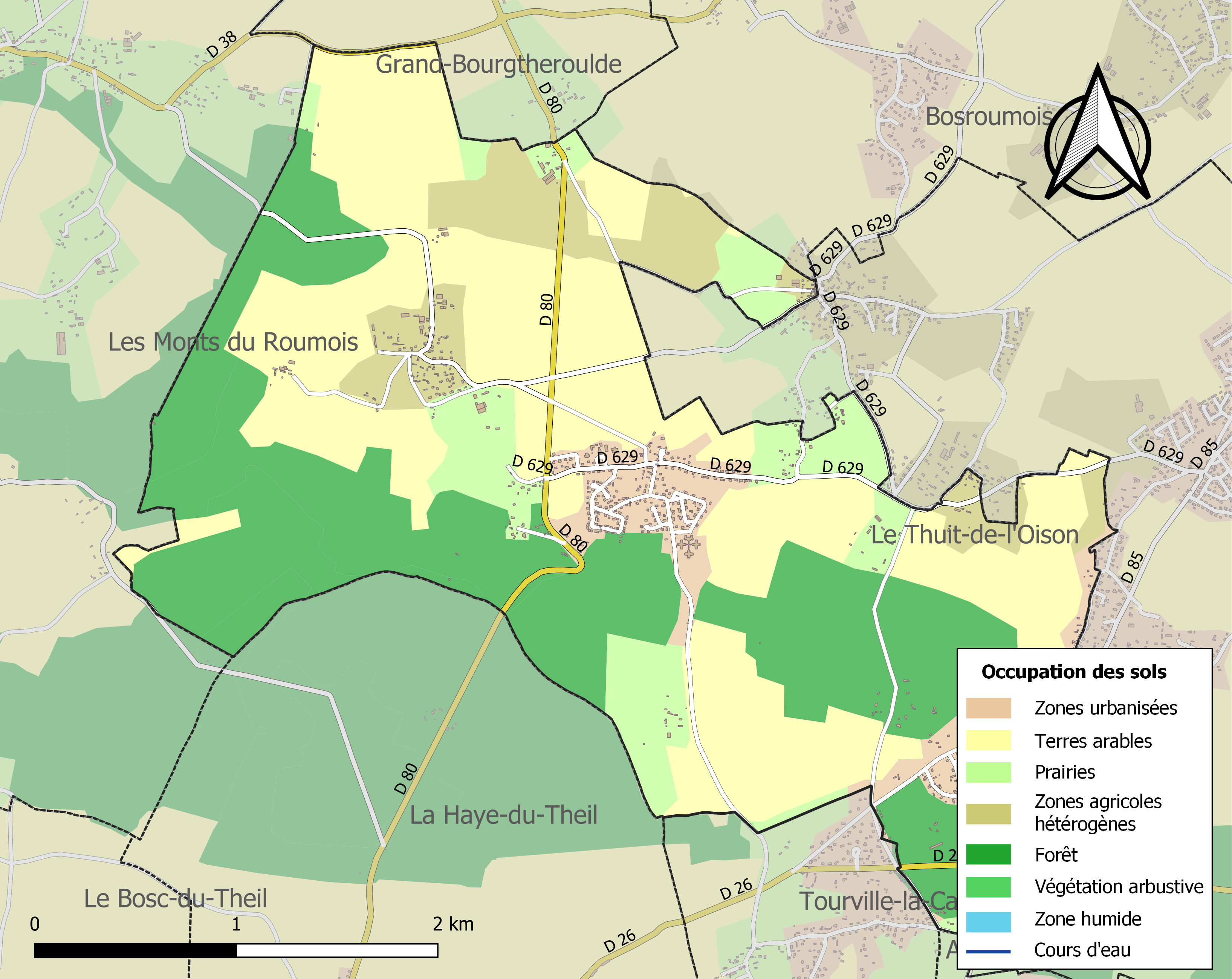
Carte des infrastructures et de l'occupation des sols de la commune en 2018 (CLC).

## Toponymie
Le nom de la localité est attesté sous la forme Saint Petrus de Bosco Girardi en 1253.
Saint-Pierre est un hagiotoponyme faisant référence à l'église Saint Pierre dédiée à Pierre (apôtre).
Bosguérard est un composé du normand bosc « bois », suivi du nom de personne Guérard, forme du normand septentrional correspondant au français Gérard et qui se poursuit dans le patronyme Guérard. Le Guérard en question est un certain Flaitel, connu comme Gerardus Flagitellus dans les textes rédigés en latin médiéval. Ce Guérard fit don de cette terre en 1046-1048 à l'abbaye de Saint-Wandrille, lorsqu'il s'y fit religieux. Il était le père de Guillaume, évêque d'Évreux.
En 1253, le nom de la paroisse, Sanctus Petrus de Bosco Girard, est mentionné dans une charte. Ce pourrait être l’année de l'émancipation de la paroisse de Saint-Pierre-du-Bosguérard vis-à-vis de celle de Saint-Denis-du-Boscguérard.

## Histoire
Le territoire était occupé par les Romains qui y construisirent une place fortifiée. Les familles de Gournay, d'Harcourt, les abbayes du Bec et de Fontenelle furent les premiers propriétaires. Il y avait, dès le Moyen Âge, quatre fiefs : la baronnie du Hauzey, le Francboisier, les Hautes Terres et le fief, petit mais hautement symbolique, de l’église paroissiale. Un des rares calvaires en Normandie fut construit près de l’église au XVe siècle. Les habitants de Saint-Pierre-du-Bosguérard s’opposèrent pendant plus d'un siècle aux religieux de l'abbaye Notre-Dame du Bec qui contestaient leur droit coutumier. Comme de nombreuses communes rurales, elle a vu sa population décroître fortement au XIXe siècle et dans la première moitié du XXe siècle.

### De l'origine au Moyen Âge
En 1975, lors de prospections et sondages dans le Bois Joly, on a découvert une structure quadrangulaire de type camp romain. En 1998, une équipe de l'INRAP met au jour de nombreux fours tuiliers de dimensions exceptionnelles.
Aux XIe et XIIe siècles, les familles Fleitel et de Gournay furent les principaux feudataires. Elles firent de nombreuses donations aux abbayes du Bec-Hellouin et de Saint-Wandrille, attestées dans plusieurs chartes.
En 1208, Geoffroy du Francboisier est mentionné dans une charte sur les terres auxquelles il donna son nom.
La famille d'Harcourt succéda à celle de Gournay. En 1235, Richard d'Harcourt, seigneur d’Elbeuf (1212-1239), céda à l’abbaye du Bec-Hellouin les terres qu'il possédait aux Hautes-Terres.
Cette même année 1253, Guillaume du Breuil, chevalier et époux de dame Pernelle, devint tenant de la paroisse de Saint-Pierre-du-Bosguérard.
Au XVe siècle, le fief du Francboisier était tenu par la famille du Busc et celui des Hautes Terres par la famille de Bardouil.
C’est à cette époque que les terres, provenant des diverses donations reçues par l'abbaye du Bec-Hellouin, sont réunies pour former la baronnie du Hauzey.

### Époque moderne
Le 6 août 1542, dans un aveu rendu au roi, Claude de Lorraine mentionne pour sa baronnie d'Elbeuf un droit de fouage et monnéage sur ses hommes et sujets de Saint-Pierre-du-Bosguérard. Dans cet aveu, il fait également référence au fief du Francboisier que tient la famille du Busc.
Le 12 septembre 1595, Georges de la Porte est mentionné seigneur du Francboisier et le 29 décembre 1595, le tenant du fief des Hautes-Terres est Henri de Bardouil.
En 1607, Jean Ygou, riche bourgeois de Rouen, devient propriétaire du fief de Conches dit Douville. Ce fief de quart de haubert, situé en majeure partie sur la paroisse du Thuit-Signol, s’étend alors sur Saint-Pierre-du-Bosguérard où il comprenait l’église, le cimetière, un manoir presbytéral et un colombier. Le seigneur de ce fief était seigneur-patron de la paroisse.
C’est au début de ce siècle que les frères Constant et Pierre Ballicorne s’établissent à Saint-Pierre pour y faire souche. Constant est pourvu de la cure et Pierre, laboureur, sera à l’origine de la très nombreuse famille Ballicorne qui perdurera sur la paroisse jusqu’au XIXe siècle.
En 1644, l'abbaye du Bec décide de reprendre possession de tous les pâturages s’étendant sur sa baronnie du Hauzey, notamment quatre terrains de pâturages et bruyères dont jouissaient les habitants depuis des temps immémoriaux, charge de payer par an, chacun à Pâques, trois œufs ou trois deniers. Cette décision entraîne un conflit particulièrement opiniâtre entre 1644 et 1765, parfois même brutal, bien qu'il restât toujours sur le terrain de la loi et qu'aucun opposant n'eût recours à la violence physique.
Entre 1667 et 1669, les terres et le manoir du Francboisier sont cédés par la famille de La Porte à Philippe Aubery ou à son fils Charles Aubery.
En 1669, les religieux du Bec font dresser un plan et la liste de leurs domaines non fieffés et fieffés sur les paroisses de Saint-Pierre-du-Bosguérard et de Saint-Denis-du-Boscguérard.
En 1695, l'abbé du Bec Jacques-Nicolas Colbert paye pour la reconstruction à neuf de la ferme de la baronnie du Hauzey.
En 1712, Pierre Ygou, seigneur patron de Saint-Pierre-du-Bosguérard décède. Son beau-fils Nicolas François du Resnel, de Bosc-le-Comté, lui succède.
En 1752, Pierre Jacques Salomon Ballicorne reprend l’exploitation de la ferme du Fitz, qui devait devenir plus tard le domaine du Fitz. Comme son père, Pierre Jacques Salomon est syndic de la paroisse ; il soutint les intérêts des habitants de Saint-Pierre contre l'abbaye du Bec, dans le conflit sur leurs droits coutumiers.
Fin 1762, Nicolas François du Resnel est l'unique héritier de tous les biens des familles Ygou et du Resnel et devient seigneur patron de Saint-Pierre-du-Bosguérard.
En 1775, Marie Anne Françoise Aubery décède; c'est la dernière héritière de la famille Aubery. Tous ses biens, y compris les terres et manoir du Francboisier, passent dans la famille de son époux Godefroy de Senneville.
Le 4 juillet 1784, Nicolas François du Resnel décède ; son immense fortune revient à sa nièce Marie Françoise Victoire Hélène de Rouen, épouse de Laurent Denis de la Bunaudière de Bourville. Le titre de seigneur patron de Saint-Pierre-du-Bosguérard revint au père de celle-ci, François Félix de Rouen, qui sera le dernier seigneur patron de Saint-Pierre-du-Bosguérard.
À la veille de la Révolution, la famille de Bardouil est toujours seigneur du fief des Hautes-Terres. Par le mariage de la fille unique de Charles David Godefroy de Senneville avec Étienne Jean François d'Aligre, les terres et le manoir du Francboisier deviennent propriété de la famille d'Aligre.

### Époque contemporaine
Le 5 janvier 1793, le citoyen Fouquet requit la municipalité du Bec-Hellouin de réunir le chartrier, les titres de propriété, les aveux et gages-plèges de l'abbaye afin de les brûler. Dans cet autodafé disparut, parmi tant d'autres, une grande partie des documents sur la baronnie du Hauzey.
Le 21 juin 1810, mademoiselle Étiennette Marie Catherine Charlotte d'Aligre, fille d'Étienne Jean François Charles d'Aligre et de Marie Adelaïde Charlotte Godefroy de Senneville, épouse Michel Marie de Pomereu; les terres du Francboisier font partie de sa dot et deviennent propriété de la famille de Pomereu.
Le 14 août 1871, Armand Michel Étienne de Pomereu vend les terres et le manoir du Francboisier à Louis Joseph Delamarre.
En 1934, Élisabeth Marie Geneviève Delamarre, séparée judiciairement de biens avec son époux Joseph Marie Eugène baron d'Huart, vend les domaines du Francboisier et du Hauzey.
Au cours de la Seconde Guerre mondiale,,, après avoir quitté Paris en 1941, Mme Fernande Pierre-Rose (née Fernande Henriette Antoinette Lasante dite Nandy) a loué le pavillon de chasse du Francboisier dont l'accès est situé sur la D 26 au lieu-dit aujourd'hui les Bruyères dans le bois des hautes terres. Elle habitait cette maison avec ses trois filles : Yvette, Jeanne (dite Jeannette) et la plus jeune Fernande (Fernande Laurence). Une tour de guet surplombant les bois et une partie de la vallée de la Seine avait été construite par les forces d'occupation près de cette maison. Un logement militaire et une batterie antiaérienne avaient été également installés. Malgré cela, les quatre femmes sont devenues membres de la résistance locale et cachèrent dans le grenier du pavillon de nombreux aviateurs alliés en transit vers l'évasion. Certains pour une nuit ou quelques jours et d'autres pour plusieurs semaines jusqu'à la libération le 26 août 1944, comme l'Américain Charles B. Hochadel, (l'allée privée qui mène au pavillon du Francboisier porte son nom depuis 1974), l'Australien Alan Monaghan (une place privée porte son nom depuis 1984), l'Écossais Charles F. Swinley et les Américains George Hollande et Larry R. Casey.
Une place privée porte le nom des Pierre-Rose depuis 1984.

## Politique et administration
La commune a laissé son nom dans deux arrêts du conseil d'État (24 mai 1889 et 26 novembre 1892) en matière d'élection. Des électeurs contestèrent la validité de l'élection du maire car la clé de l'urne avait été confiée à un assesseur autre que le plus âgé, alors même qu’il n’y avait pas eu réclamation de celui-ci. Le juge donne raison à la commune et cette décision a fait jurisprudence.
| Période                                  | Période                        | Identité                          | Étiquette    | Qualité                                                                                      |
| ---------------------------------------- | ------------------------------ | --------------------------------- | ------------ | -------------------------------------------------------------------------------------------- |
| Les données manquantes sont à compléter. |                                |                                   |              |                                                                                              |
|                                          |                                |                                   |              |                                                                                              |
| 1789                                     |                                | Pierre Jacques Salomon Ballicorne |              | député du tiers état à l'assemblée du département                                            |
| 1794                                     |                                | Brione                            |              |                                                                                              |
| 1806                                     | 1808                           | Le Mercier                        |              |                                                                                              |
| 1808                                     | 1826                           | Auvard                            |              |                                                                                              |
| 1826                                     | 1831                           | Pelvilain                         |              |                                                                                              |
| 1831                                     | 1832                           | Thomas                            |              |                                                                                              |
| 1832                                     | 1840                           | Pelvilain                         |              |                                                                                              |
| 1840                                     | 1848                           | Aubé                              |              |                                                                                              |
| 1848                                     | 1878                           | Isidore Boulan                    |              |                                                                                              |
| 1878                                     | 1896                           | Jean-Baptiste Boulan              |              |                                                                                              |
| 1896                                     | 1901                           | Mercenne                          |              |                                                                                              |
| 1901                                     | 1902                           | Boudié                            |              |                                                                                              |
| 1902                                     | 1911                           | Moutardier                        |              |                                                                                              |
| 1911                                     | 1916                           | Masure                            |              |                                                                                              |
| 1916                                     |                                | Hippolyte Nouché                  |              |                                                                                              |
| 1944                                     | 1964                           | Henri Colliot                     |              |                                                                                              |
|                                          | 1985                           | Guy Robert                        |              | Mort en fonction                                                                             |
| 1985                                     | 2008                           | Pierre Cauchye,                   | apparenté PS | Président de la CC d’Amfreville-la-Campagne (1995 → 2008)                                    |
| mars 2008                                | En cours (au 8 septembre 2020) | Franck Haudrechy                  | DVG          | Fonctionnaire Vice-président de la CC Roumois Seine (2020 → ) Réélu pour le mandat 2020-2026 |

## Démographie
L'évolution du nombre d'habitants est connue à travers les recensements de la population effectués dans la commune depuis 1793. Pour les communes de moins de 10 000 habitants, une enquête de recensement portant sur toute la population est réalisée tous les cinq ans, les populations de référence des années intermédiaires étant quant à elles estimées par interpolation ou extrapolation. Pour la commune, le premier recensement exhaustif entrant dans le cadre du nouveau dispositif a été réalisé en 2006.

En 2022, la commune comptait 962 habitants, en évolution de −7,77 % par rapport à 2016 (Eure : −0,25 %, France hors Mayotte : +2,11 %).
| 1793 | 1800 | 1806 | 1821 | 1831 | 1836 | 1841 | 1846 | 1851 |
| ---- | ---- | ---- | ---- | ---- | ---- | ---- | ---- | ---- |
| 450  | 460  | 491  | 499  | 450  | 436  | 429  | 411  | 396  |

| 1856 | 1861 | 1866 | 1872 | 1876 | 1881 | 1886 | 1891 | 1896 |
| ---- | ---- | ---- | ---- | ---- | ---- | ---- | ---- | ---- |
| 415  | 389  | 424  | 422  | 406  | 407  | 340  | 302  | 243  |

| 1901 | 1906 | 1911 | 1921 | 1926 | 1931 | 1936 | 1946 | 1954 |
| ---- | ---- | ---- | ---- | ---- | ---- | ---- | ---- | ---- |
| 214  | 207  | 218  | 184  | 159  | 168  | 183  | 195  | 169  |

| 1962 | 1968 | 1975 | 1982 | 1990 | 1999 | 2006  | 2011  | 2016  |
| ---- | ---- | ---- | ---- | ---- | ---- | ----- | ----- | ----- |
| 174  | 183  | 244  | 631  | 692  | 844  | 1 009 | 1 057 | 1 043 |

| 2021 | 2022 | - | - | - | - | - | - | - |
| ---- | ---- | - | - | - | - | - | - | - |
| 979  | 962  | - | - | - | - | - | - | - |

## Culture locale et patrimoine

### Lieux et monuments
- L'église Saint-Pierre est reconstruite au XIVe siècle; seule la fenêtre de la façade, côté abside, peut être datée d’une période antérieure. Lors de cette reconstruction, un porche en galandage est ajouté. En 1772 et 1773, d'importants travaux de rénovations sont effectués en l'église et sur le calvaire. En 1780, les deux cloches de l’église furent refondues et agrandies. Le 1er janvier 1794, l'une des cloches baptisée Marie-Victoire est portée à Maromme pour être fondue, suivant les ordres du district de Louviers

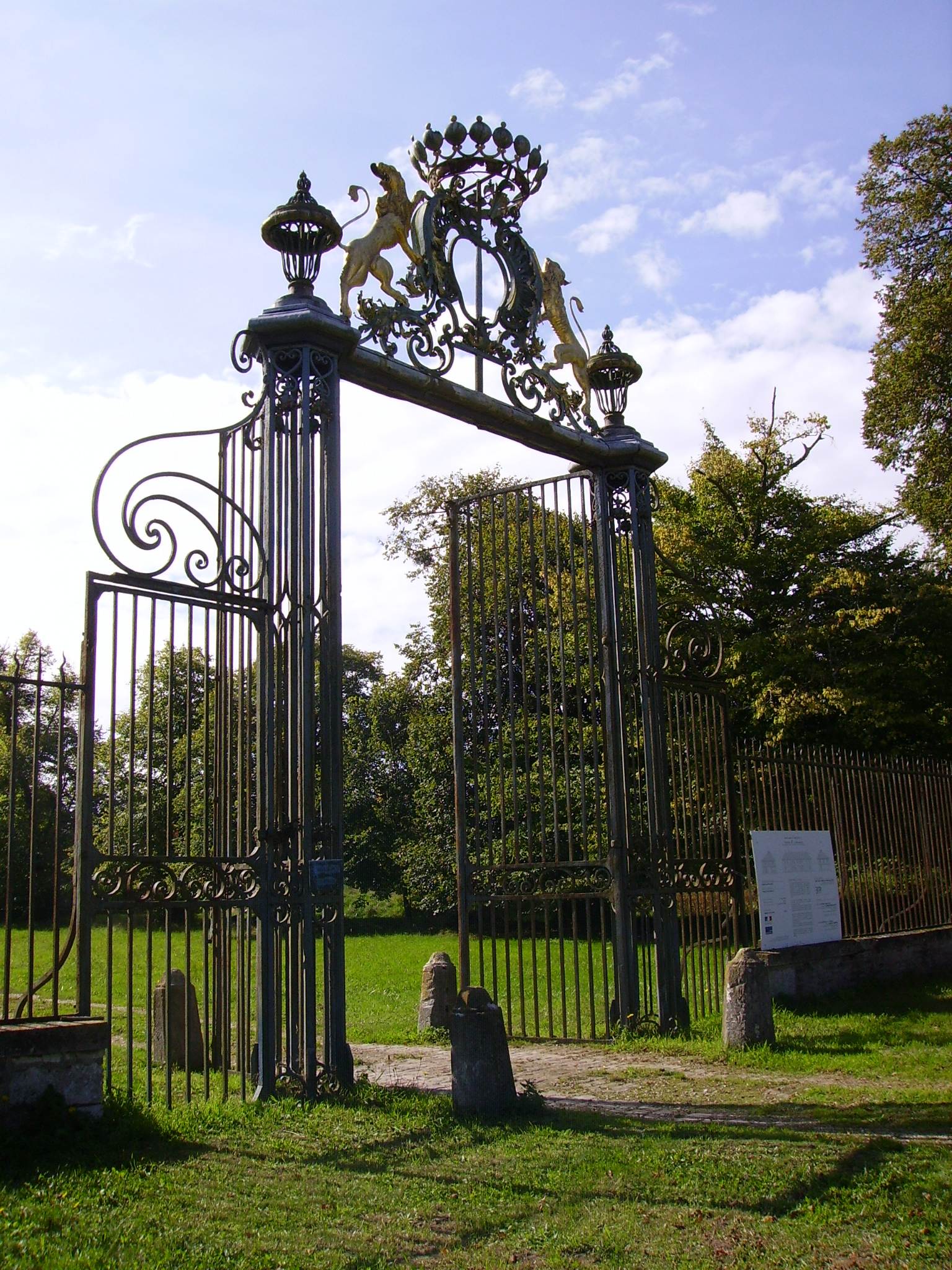
Grille d'honneur
du château.

- Château de La Mésangère  Inscrit MH (2008)[45],  Classé MH (2015)[46] :
  - Jean de La Fontaine, qui fut hébergé par Madame de Rambouillet de La Sablière de 1672 á1693, écrivit deux fables dédiées à sa bienfaitrice: "Le corbeau, la gazelle, la tortue et le rat" et "Les deux rats, le renard et l'oeuf", cette dernière fable fut également appelée "Le discours à Madame La Sablière". Bien que n'ayant jamais résidé au château de la Mésangère, il eut l'occasion de rencontrer, dans son salon, la fille de Madame de La Sablière lorsqu'elle avait 14 ans, il fut charmé par son intelligence et son bel esprit et comme il le fit pour sa mère il lui dédia son poème de "Daphnis et Alcimadure". La jeune fille qui charma Jean de La Fontaine s'appelait Marguerite, elle épousa le 2 mai 1678 Guillaume Scott écuyer, conseiller au parlement de Normandie.
  - Le jardin a été dessiné par Le Nôtre, avec une grille en fer forgé, sept statues en pierre ou marbre, un pont de pierre, les douves et sauts-de-loup, les sept avenues partant du rond-point de « Zéphir et Flore » et l'avenue latérale conduisant à la « tonnelle du Roi Jacques » ;
  - Le domaine de La Mésangère, site naturel classé en 1925, appartenait, à la fin du XVIe siècle, à la famille du Fay, par laquelle il est vendu en 1654 à la famille Scot qui conserve La Mésangère jusqu'en 1769. La Mésangère est alors achetée par Victor Flavigny, drapier à Elbeuf, qui la revend en 1783 à Laurent de La Bunodière[47]. Ce dernier revend à son tour La Mésangère en 1791 à Jacques Pierre Amable Chrestien de Fumechon, magistrat et député, dont la descendance, dans les familles Asselin de Villequier, Cardon de Montigny, du Fresne de Beaucourt et d'Hugonneau, la conserve jusqu'en 2013.
- Une croix de pierre dans le cimetière est  Classée MH (1906)[48]. Entre 1470 et 1480, selon Camille Enlart, archéologue, un calvaire fut construit près du chevet de l'église Saint-Pierre.
En 1855, grâce à Raymond Bordeaux, le calvaire est restauré. En 1866, Adolphe Joanne cite le calvaire dans son livre Les Beaux Monuments[réf. nécessaire].
Le 22 décembre 1905, l'architecte en chef des monuments historiques de l’Eure demande au ministère de classer le calvaire de la commune. Il insiste sur la bonne conservation de l’ensemble des décorations du monument et sur le fait qu’elles soient toutes d’origine. Le 23 février 1906, Aristide Briand, alors ministre des Beaux-arts, classa monument historique le calvaire[49].
Marguerite Delarbre (académie paléographique de l'Eure), dans une note rédigée à l’occasion d’une excursion organisée le 19 mai 1985, écrit que « le calvaire est construit en pierre de Caen ou de l'Oise, qu'il mesure 6,50 m, auxquels il faut ajouter un socle de 70 cm. Sous la croix, il y a un étage circulaire avec trois statues, saint Jean portant le calice, sainte Marie Madeleine, sainte Véronique tenant le voile. À l’étage inférieur de forme triangulaire, il y a une statue de saint Pierre, patron de la paroisse, qui portait jadis une clef, avec derrière lui le coq, un Ecce Homo, une pietà avec, devant la Vierge, une petite statue du donateur ou de la donatrice. À droite, trace d’un blason. »[50].
De ce calvaire, « Merveille de Saint-Pierre-du-Bosguérard », on ne connaît ni la date de sa construction ni le nom de son donateur ou de sa donatrice.
Le dossier du classement de ce calvaire[51] ne possède aucune information sur son origine et, à ce jour, seules sont disponibles des suppositions qui sont étayées par des faits historiques.
Armand Jardillier (conservateur du château d'Harcourt)[52],[53] pense que le calvaire fut construit par Marie d'Harcourt (1398-1476). Il a réuni de nombreux éléments pour étayer ses dires :
  - Le donateur est généralement représenté au pied de son saint patron. Nous trouvons, à la droite de la pietà, mains jointes et implorant la Vierge Marie, une petite statuette : Marie d’Harcourt.[réf. nécessaire]
  - À senestre, un écu attestait de la noblesse du donateur[réf. nécessaire], mais son inscription a été détruite à la Révolution en tant que signe féodal.
  - La statue représentant sainte Marie-Madeleine en costume de cour, la tête surmontée d’une couronne, est inhabituelle. Cette représentation particulière de Marie Madeleine pourrait vouloir illustrer la vie mondaine de la donatrice : Marie d’Harcourt.[réf. nécessaire]
  - Armand Jardillier a également procédé par élimination : de nombreuses sources historiques lui ont permis d'éliminer les familles Bellemare, Ygou, Quintanadoine et Osmont. Dans la région subsiste la grande famille d'Harcourt, disposant de la fortune et des moyens pour réaliser ce magnifique calvaire. La date de sa mort, 19 avril 1476, étaie une période d'érection du calvaire vers 1470-1480; la sculpture représentant le vase renversé de Marie-Madeleine semblerait symboliser le trépas de la donatrice.[réf. nécessaire]

### Patrimoine naturel
Site classé
- Le château de la Mésangère et son parc avec la grille en fer forgé, sept statues en pierre ou marbre, le pont de pierre, les douves et sauts de loup, les sept avenues partant du rond-point du Zéphyr de Flore et l’avenue latérale conduisant à la « Tonnelle du Roi Jacques » Site classé (1925)[54].

### Personnalités liées à la commune
- Étienne de la Croix est né en 1579 à Saint-Pierre-du-Bosguérard. À vingt ans, il décide de joindre l‘ordre des Jésuites et entre au noviciat en 1599. En 1602, il part comme missionnaire en Inde, fait des études à Goa. Il devient maître des novices, recteur de Salsété (ou Salcette) de Goa, supérieur religieux à la maison professe. Étienne de la Croix était très versé dans la langue des habitants du Kanara et dans celles des Mahrattes[55].
- Raoul Girardet (1917-2013), historien français, y est mort.

### Héraldique
| Armes de Saint-Pierre-du-Bosguérard | Ces armes peuvent se blasonner ainsi aujourd’hui : d'azur au chevron accompagné en chef de deux fleurs de marguerite et en pointe d'une croisette, le tout d'or. |